# Fyrishov
Fyrishov är en badanläggning och idrottsarena i Uppsala. Arenan ligger i stadsdelen Svartbäcken i Uppsala. Här finns event- och sporthallar, simhall med hopptorn och äventyrsbad. Här finns även Friskis&Svettis. Fyrishov är bland annat hemmaplan för volleybollaget Uppsala VBS, handbollslaget Uppsala HK, fäktklubben Upsala Fäktning och simsällskapet Upsala SS. Postkodkampen har spelats in på utebadet och arenan fungerar också som konsertlokal.
Fyrishov har drygt 1.6 miljoner besök årligen.

## Historia
Under 1700-talet låg det en badplats kallad Lerviken vid den plats där Fyrishov idag är beläget. 1796 grundades Upsala Simsällskap, förmodligen som världens äldsta simsällskap. 1857 byggdes ett kallbadhus vid Eddaspången. På platsen fanns ett hopptorn som flitigt brukades av akrobaterna Lars Fredrik Isander och Anders Fredrik Mollberg, som kom att namnge simhoppen Isanderska hoppet respektive Mollbergska hoppet. Badhuset bestod till 1924.
I juli 1925 invigdes det första fyrisbadet på den plats där Fyrishov idag är beläget. Badet ägdes av kommunen men drevs av Upsala Simsällskap som också byggde en läktare med plats för 1000 åskådare på Fyrisåns strand. 1959 invigdes den bassäng som idag står i simhallen. 1967 byggdes Idrottens hus eller Fyrishallen i anslutning till bassängen. Idrottsanläggningen innehöll idrottshallar för flera olika sporter. 1991 invigdes Fyrishov som en komplett sport-, bad- och rekreationsanläggning efter flera stora till- och ombyggnationer. Ett tak byggdes över friluftsbassängen som dessutom kompletterats med äventyrsbad, relaxbad och en restaurang. Badanläggningen byggdes också ihop med Fyrishallen. 2013 invigdes fyra nya multihallar i Fyrishov.

## Sporthallar
Det finns specialutrustade hallar för
- Gymnastik
- Judo
- Tyngdlyftning
- Bowling
- Fäktning

Två fullstora hallar med läktare för bland annat volleyboll, handboll, innebandy och basket.
Handboll och volleyboll spelas företrädesvis i B-hallen (en läktare) medan basket och innebandy vanligtvis spelas i A-hallen (två läktare). A-hallen har en publikkapacitet på drygt 2 500 sittande åskådare.
Sporthallen på Fyrishov kallades tidigare för Fyrishallen.

## Simhall

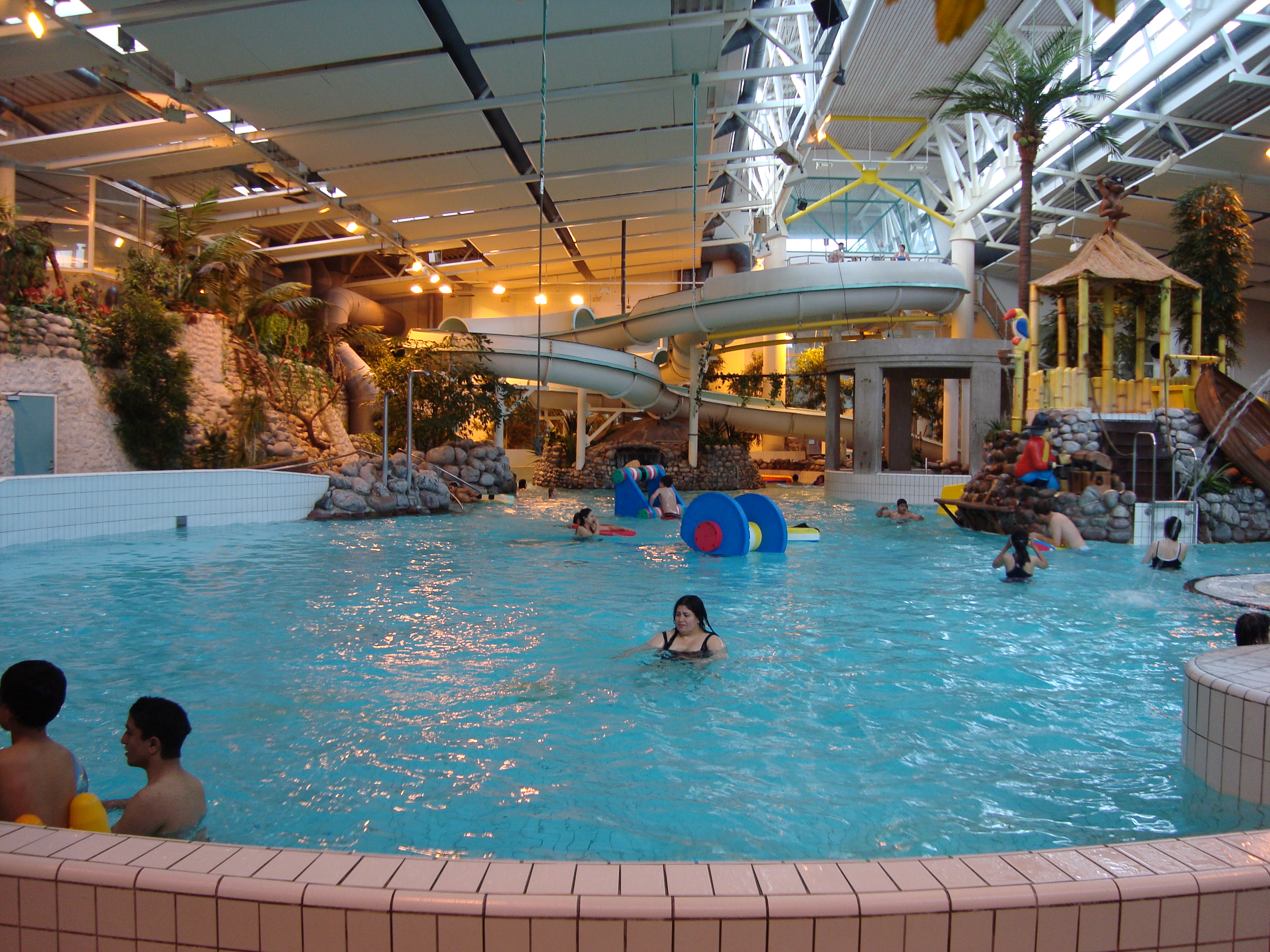
Äventyrsbadet i Fyrishov 2009

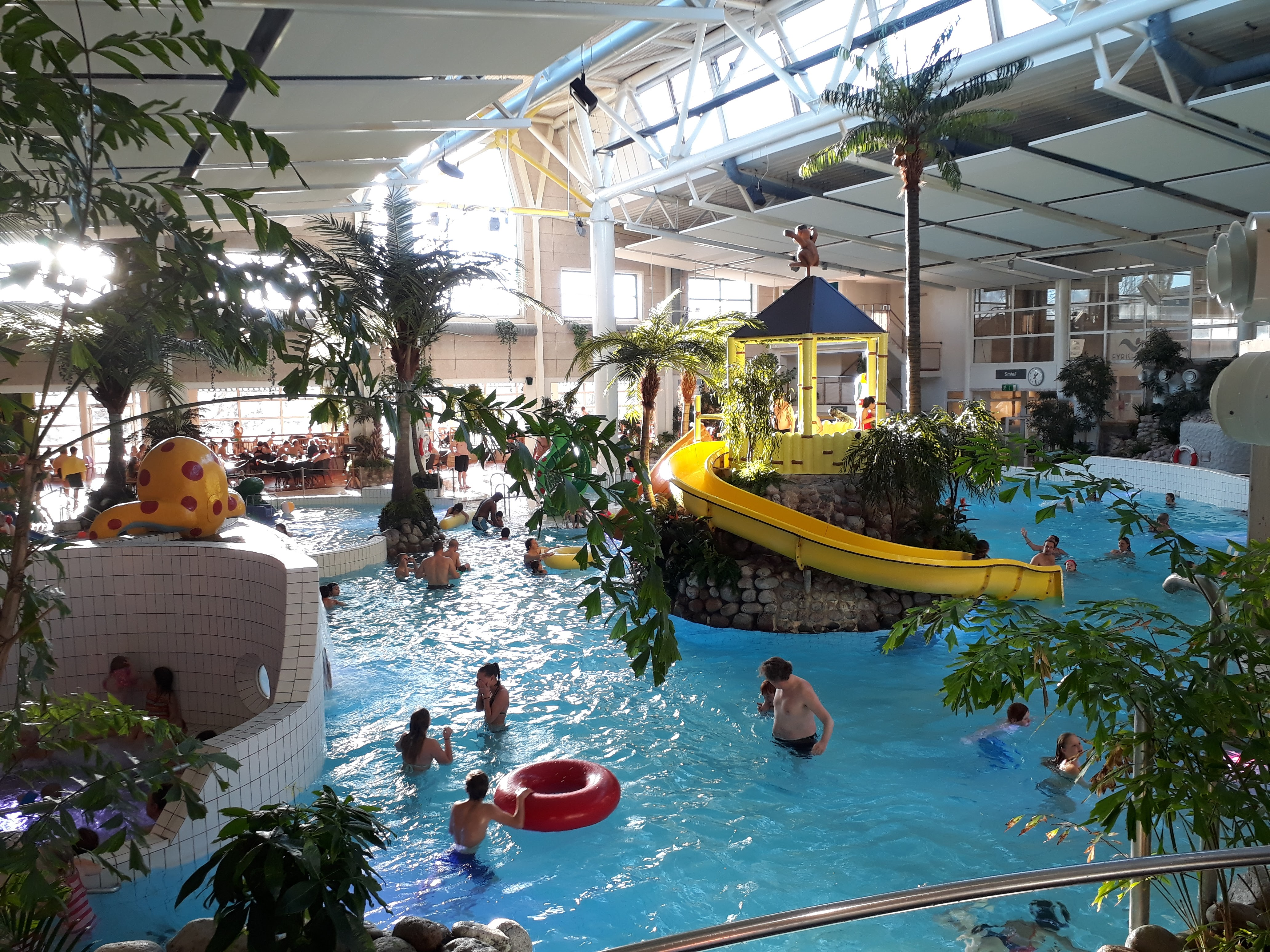
Äventyrsbadet i Fyrishov 2017

Huvudbassängen i Fyrishov är 50×25 meter. Det är samma bassäng som tidigare hade namnet Fyrisbadet, men som då var en utomhusanläggning, innan den byggdes om till inomhushall år 1990-1991 då Fyrishov bildades.
Svenska mästerskapen i simning avgjordes i simbassängen år 2006 (kortbana) och 1991 (långbana). Dessutom avgjordes SM i samma bassäng år 1959 och 1960 då den var en utomhusbassäng. Fyrishov är hemmaarena för Uppsala Simsällskap.
Utöver huvudbassängen finns det ett utomhusbad och ett äventyrsbad, samt gymverksamhet.